# Новые Новаки
Новые Новаки (укр. Нові Новаки) — село на Украине, основано в 1888 году, находится в Лугинском районе Житомирской области.
Код КОАТУУ — 1822885203. Население по переписи 2001 года составляет 112 человек. Почтовый индекс — 11303. Телефонный код — 4161. Занимает площадь 0,45 км².

## Адрес местного совета
11330, Житомирская область, Лугинский р-н, с. Староселье, ул. Молодёжная, 11